# Марко Беллокйо
Ма́рко Белло́кйо (італ. Marco Bellocchio; нар. 9 листопада 1939, Боббіо, Італія) — італійський кінорежисер, сценарист, актор, кінопродюсер.

## Біографія
Народився в Боббіо, біля П'яченци. Хоча Марко Беллокйо отримав суворе католицьке виховання, нині він є атеїстом. Батько режисера був юристом, а мати шкільною вчителькою. Спочатку М. Беллокйо вивчав філософію в Мілані, але пізніше вирішив поступити до кіношколи.

## Творча кар'єра
Свій перший фільм «Кулаки в кишені» (1965) він зняв за фінансової допомоги членів родини, що також надала для зйомок свій дім.
У більшості своїх фільмів був автором сценаріїв та виступав як продюсер. У деяких фільмах грав як актор, зокрема у фільмі Ліліани Кавані «Франциск Ассізький» (1966).

## Обрана фільмографія
Режисер
- 1965 — Кулаки в кишені / I pugni in tasca
- 1966 — Китай близько / La Cina è vicina
- 1969 — Любов і лють (епізод Посперечаємося, посперечаємося) / Amore e rabbia (Discutiamo, discutiamo)
- 1972 — Про вбивство — на першу шпальту / Sbatti il mostro in prima pagina
- 1976 — Тріумфальний марш, / Marcia trionfale
- 1980 — Стрибок у порожнечу / Salto nel vuoto
- 1982 — Очі, рот / Gli occhi, la bocca
- 1984 — Генріх IV / Enrico IV
- 1986 — Диявол у тілі / Diavolo in corpo
- 1991 — Осудження / La Condanna
- 1997 — Принц Гомбурзький / Il principe di Homburg
- 1999 — Годувальниця, / La Balia
- 2002 — Доброго ранку, ноче, / Buongiorno, notte
- 2012 — Спляча красуня / Bella adormentata
- 2019 — Зрадник / Il traditore

Актор
- 1966 — Франциск Ассізький / Francesco d'Assisi
- 1969 — Любов і лють (епізод Посперечаємося, посперечаємося) / Amore e rabbia
- 1972 — Про вбивство — на першу шпальту / Sbatti il mostro in prima pagina
- 2002 — Усмішка моєї матері / L'Ora di religione (Il sorriso di mia madre)

## Нагороди
Медаль «За внесок у розвиток культури і мистецтва» (2013).

## Громадська позиція
У липні 2018 підтримав петицію Асоціації французьких кінорежисерів на захист ув'язненого у Росії українського режисера Олега Сенцова